# Sphodromantis obscura
Sphodromantis obscura é uma espécie de louva-a-deus da família dos Mantidae, sendo encontrados na Tanzânia.